# Streženice
Streženice je naseljeno mjesto u okrugu Púchov u  Trenčínskom kraju u Slovačkoj.

## Stanovništvo
| Godina:     | 1993. | 2003.   | 2013.    | 2023.    |
| ----------- | ----- | ------- | -------- | -------- |
| Broj ljudi: | 777   | 839     | 930      | 1084     |
| Razlika:    |       | +7,97 % | +10,84 % | +16,55 % |

| Godina:     | 2022. | 2023.   |
| ----------- | ----- | ------- |
| Broj ljudi: | 1087  | 1084    |
| Razlika:    |       | -0,27 % |

Prema podacima o broju stanovnika iz 2023. godine naselje je imalo 1084 stanovnika.

## Vanjske poveznice
|  | Zajednički poslužitelj ima još gradiva o temi Streženice |

- Službena stranica naselja (sl.)